# 雷克托街车站 (IRT百老汇-第七大道线)
雷克托街車站（英語：Rector Street station）是美國紐約地鐵IRT百老匯-第七大道線一個地鐵站，位於曼哈頓下城雷克托街與格林尼治街交界，任何時候都設有1號線列車服務。

## 車站結構
| G        | 街道               | 出入口                             |
| P 月台層 | 側式月台，右側開門 | 側式月台，右側開門                 |
| P 月台層 | 北行               | 往范科特蘭公園-242街（世貿科特蘭） |
| P 月台層 | 南行               | 往南碼頭（終點站）                 |
| P 月台層 | 側式月台，右側開門 |                                    |

此地下車站於1918年7月1日啟用，設有兩個側式月台和兩條軌道。九一一襲擊事件發生後，位於科特蘭街車站附近的地鐵隧道倒塌，路線停運直至2002年9月15日。在停運期間，車站亦進行了翻新。
由於受颶風桑迪帶來的雨水破壞，所有1號線列車以此站作總站，直至2013年4月4日舊的南碼頭迴圈總站重開。

## 外部連結
- 维基共享资源上的相關多媒體資源：雷克托街车站
- nycsubway.org—IRT West Side Line: Rector Street
- Station Reporter – 1 Train
- Rector Street entrance from Google Maps Street View
- South entrance near Brooklyn Battery Tunnel from Google Maps Street View
- Platforms from Google Maps Street View